# Фотоелектронна спектроскопія

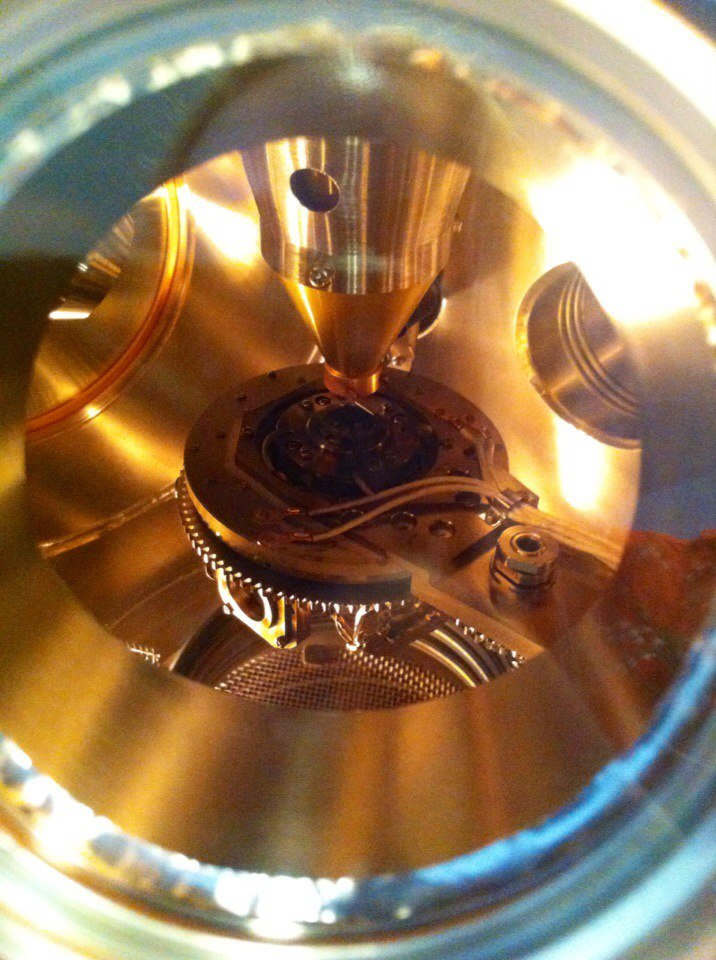
Установка рентгенівської фотоелектронної спектроскопії під час дослідження нанотрубок

Фотоелектронна спектроскопія (англ. photoelectron spectroscopy (PES), рос. фотоэлектронная спектроскопия) — спектроскопічний метод, що ґрунтується на вимірюванні кінетичної енергії електронів, емітованих при йонізації речовини високоенергетичними монохроматичними фотонами. Фотоелектронний спектр є графіком залежності числа емітованих електронів відносно їх кінетичної енергії.Принцип,за яким працює фотоелектронна спектроскопія,- фотон ,при зіткненні з електроном,спричиняє видалення цього електрона з атома.При цьому,кінетична енергія викинутого електрона розраховується за формулою:
½mv²=hv-I ,де
hv - енергія фотона,I - потенціал іонізації електрона.
Розрізняють адіабатичну та вертикальну іонізацію.